# Elfmänner
Die Elfmänner oder Hendeka (οἱ ἕνδεκα, Elf, auch Nomophylakes genannt) bildeten in Athen eine Gerichtsbehörde, die für die Strafvollstreckung zuständig war.
Die Elfmänner wurden so genannt, weil sie aus 10 jährlich durch das Los ausgewählten Beamten und einem Schreiber bestanden.
Ihnen oblag die Aufsicht über das Staatsgefängnis, den Vollzug der Haft und die von ihnen unterstellten Bediensteten durchgeführten Hinrichtungen. Ferner führten sie die Listen der konfiszierten Güter.
Wegen bestimmter Straftaten wie etwa Diebstahl, Wegelagerei, Menschenraub und Mord konnten auf frischer Tat ertappte Beschuldigte im Wege der Apagoge festgenommen und den Elfmännern vorgeführt werden. Gestanden sie ihre Schuld vor diesen Beamten ein, wurde die (Todes-)Strafe ohne weiteres sofort vollstreckt. Wenn der Beschuldigte seine Schuld leugnete, wurde er bis zu einem Gerichtsverfahren inhaftiert.
Die Elfmänner saßen auch dem Parabyston, einem für geringfügige Sachen zuständigen Gerichtshof vor.
Während der Schreckensherrschaft der Dreißig Tyrannen in Athen (404–403 v. Chr.) leitete der oligarchische Politiker Satyros die Elfmänner-Behörde.

## Einzelbelege
1. ↑  Aristoteles Verfassung der Athener 52
2. ↑  Heinrich Hase: Classische Alterthumskunde. Bändchen 2: Griechische Alterthümer (= Allgemeine Taschenbibliothek der menschlichen Culturgeschichte. Theil 2, Bändchen 2, ZDB-ID 2442769-X). P. G. Hilscher'sche Buchhandlung, Dresden 1828, S. 128.